# Cacoal (gemeente)
Cacoal is een gemeente in de Braziliaanse deelstaat Rondônia. De gemeente telt 88.507 inwoners (schatting 2017).

## Aangrenzende gemeenten
De gemeente grenst aan Castanheiras, Espigão d'Oeste, Ministro Andreazza, Pimenta Bueno, Presidente Médici, Rolim de Moura en Rondolândia (MT).